# سیارک ۴۶۷۳۱
سیارک ۴۶۷۳۱ (به انگلیسی: 46731 Prieurblanc، نامگذاری:1997TB18) چهل و شش هزار و هفتصد و سی و یکمین سیارک کشف شده‌است که در ۴ اکتبر ۱۹۹۷ کشف شد.